# Іль-Етміш Кутлук-Більге
Іль-Етміш Кутлук-Більге (д/н — 749) — 7-й володар Тюргеського каганату у 742/744—749 роках.

## Життєпис
Походив зі знатного роду кара-тюргешів. При народженні звався Тумоду. 720—730-х років у війні Тюргеського каганату з арабами, за що отримав титул іль-етміш. 738 року після загибелі кагана Сулук-чора разом з братом Апа-Ябгу підтримав Кут-чора, що став новим каганом.
В подальшому боровся проти Кюль-бага-тархана, але після поразки Кут-чора 739 року підкорився імперії Тан. У 742 або 744 році після загибелі Кюль-чора призначений танським імператором Сюань-цзуном новим тюргеським каганом.
Протягом усього панування намагався використати протистояння серед мусульман — сунітів, ібадитів й хариджитів, а також повстання Аббасидів в Хорасані для повернення колишньої влади каганату в Трансоксіані і Согдіані. Втім цьому завадив початок фактичного розпаду Тюргеського каганату. Тому фактично допомагав танським військам контролювати Ферганську долину та розширювати вплив.
Зрештою виступив проти китайців, але 749 року зазнав поразки й загинув, його столицю Суяб було захоплено китайцями. Новим каганом танський імператор призначив Їбо.